# Кормье, Энтони
Энтони Кормье (англ. Anthony Cormier; род. XX век) — журналист-расследователь издания Bloomberg. Бывший старший репортёр-расследователь издания BuzzFeed News, освещавший Белый дом при Дональде Трампе, Центральное разведывательное управление и глобальные финансовые институты.

## Ранний период жизни
В 2000 году окончил Университет штата Флорида по специальности «писательское творчество».

## Карьера
Работал в News Herald, а позже в газете Sarasota Herald-Tribune, где был редактором расследований. В 2011 году вместе с редактором расследований Мэтью Дойгом получил награду от организации «Журналисты-расследователи и редакторы» (IRE) за серию статей о нарушениях в полиции. В 2013 году Кормье и Майкл Брага получили две награды за статью Breaking the Banks: награду от IRE и награду Best in Business от Общества продвижения делового редактирования и письма.
В 2015 году Кормье присоединился к газете Tampa Bay Times. В 2016 году вместе с Леонорой ЛаПитер Антон и Брагой получил Пулитцеровскую премию за выдающееся расследование о проблемах в психиатрических больницах штата Флорида. В 2017 году Кормье получил Премию Джеральда Леба за расследование Allegiant Air.
В 2017 году присоединился к изданию BuzzFeed News в качестве старшего репортёра-расследователя. Освещал Белый дом при Дональде Трампе, Центральное разведывательное управление и глобальные финансовые институты. В 2021 году группа журналистов BuzzFeed News, главой которой был Кормье, была финалистом Пулитцеровской премии за международный репортаж за расследование файлов FinCEN (Financial Crimes Enforcement Network) — утекших документов о связях крупных банков с террористами, наркоторговцами и финансовыми преступниками. 5 июля 2022 года Кормье начал работать старшим репортёром-расследователем издания Bloomberg в Нью-Йорке.